# Maj-Doris Rimpi
Maj-Doris Kristina Rimpi, född 25 januari 1943 i Gällivare församling, Norrbottens län, är en svensk-samisk skådespelare, renskötare och konstnär.
Rimpi är uppvuxen och bor i byn Parenjárgga utanför Porjus i Jokkmokks kommun. Hon utbildade sig inom sjukvården och arbetade med det i Norrbotten och Västerbotten. Senare gick hon på Samernas folkhögskola i Jokkmokk, en tvårig ekologilinje.
Redan som 18-åring, 1961, utsågs Rimpi till det årets "Svarta Björn" vid Vinterfestuka i Narvik. På 1970-talet startade hon tillsammans med sin kusin Harriet Nordlund den första fria samiska teatergruppen: Dálvadis.
2012 vann hon pris i kategorin Árbbedábálasj duodje/Árbevirolaš duodji/Traditionell duodji på Sápmi Awards för sitt slöjdande.
Maj Doris, en dokumentär om Rimpi, hade världspremiär på Göteborg Film Festival 2018, och den tävlade även om priset som bästa nordiska dokumentärfilm på Köpenhamns internationella dokumentärfilmsfestival i mars samma år.
Våren 2018 blev Rimpi fotomodell for ett glasögonföretag.

## Filmografi
- 2011 – Myrlandet[14]
- 2012 – Isdraken[14]
- 2015 – Glada hälsningar från Missångerträsk, i rollen som Vera[15]
- 2015 – Stoerre Vaerie (Norra storfjället), i rollen som Elle Marja (Christina)[16]
- 2016 – Sameblod, i rollen som Elle Marja i vuxen ålder (Christina)[17]
- 2018 - Maj Doris (dokumentär)[18]
- 2019 – Mjandasj - renarnas rådare[19]
- 2024 – Snödrömmar